# 悲傷的降雨 / 亞當和夏娃的困境
《悲傷的降雨 / 亞當和夏娃的困境》（悲しき雨降り / アダムとイブのジレンマ）是日本女子偶像組合℃-ute的第22張單曲，於2013年7月10日由zetima發售。

## 概要
- 《悲傷的降雨 / 亞當和夏娃的困境》是℃-ute第一張2A單曲。
- 《悲傷的降雨》於℃-ute巡迴演唱會「℃-ute Concet tour 2013春 ～Treasure Box～」首次披露；《亞當和夏娃的困境》於「Hello! Project 野音Premium LIVE」首次披露。
- 此單曲有6個版本，分別有初回生產限定盤A、B、C、D和通常盤A、B。「初回生產限定盤A」收錄了《悲傷的降雨》的PV；「初回生產限定盤B」收錄了《亞當和夏娃的困境》的PV；「初回生產限定盤C」收錄了《悲傷的降雨》、《亞當和夏娃的困境》的PV。
- 「初回生產限定盤A至C」和「通常盤A」收錄了B面曲《誰與你暗地裏談戀愛》；「初回生產限定盤D」和「通常盤B」收錄了B面曲《把我抱在你溫暖的懷抱》。
- 在2013年7月22日於Oricon公信榜單曲週榜取得第4名。
- 此單曲是℃-ute出道以來第一張銷量超過6萬的單曲。

## 收錄内容

### CD

#### 初回生產限定盤A / B / C / 通常盤A
1. 悲傷的降雨
（作詞、作曲：淳君 編曲：大久保薫）
2. 亞當和夏娃的困境
（作詞、作曲：淳君 編曲：江上浩太郎）
3. 誰與你暗地裏談戀愛（誰にも内緒の恋しているの）
（作詞、作曲：淳君 編曲：宅見将典）
4. 悲傷的降雨（Instrumental）
5. 亞當和夏娃的困境（Instrumental）

#### 初回生產限定盤D / 通常盤B
1. 悲傷的降雨
2. 亞當和夏娃的困境
3. 把我抱在你溫暖的懷抱（あったかい腕で包んで）
（作詞、作曲：淳君 編曲：河野伸）
4. 悲傷的降雨（Instrumental）
5. 亞當和夏娃的困境（Instrumental）

### DVD

#### 初回生產限定盤A
1. 悲傷的降雨（PV）
2. 悲傷的降雨（Dance Shot Ver.）

#### 初回生產限定盤B
1. 亞當和夏娃的困境（PV）
2. 亞當和夏娃的困境（Dance Shot Ver.）

#### 初回生產限定盤C
1. 悲傷的降雨（Close-up Ver.）
2. 亞當和夏娃的困境（Close-up Ver.）
3. 悲傷的降雨（Another Edition）
4. 亞當和夏娃的困境（Special Comment Clip）

## 外部連結
- 早安家族官方網站（日語）